# O’Hara River
Der O’Hara River ist ein Fluss im Osten von Dominica im Parish Saint David.

## Geographie
Der O’Hara River entspringt in einem Süd-OstAusläufer des Morne Trois Pitons und verläuft in einem tief eingeschnittenen Tal stetig nach Nordosten. Der O’Hara River ist dabei der östlichste Zufluss der Rosalie River und grenzt an das Einzugsgebiet des Rivière Ciriques/Ravine Ma Robert (O). Im Unterlauf fließt er ein kurzes Stück parallel zu der kleinen Ravine Cutty. Er bildet bei Grand Fond (Dernier) die Dernier Falls und mündet bei Gardie von rechts und Süden in den Rosalie River, nur wenige hundert Meter, bevor dieser selbst in den Atlantik mündet. Der Fluss ist ca. 6 km lang.